# Cornus (Aveyron)
Cornus é uma comuna francesa na região administrativa de Occitânia, no departamento de Aveyron. Estende-se por uma área de 92,74 km². Em 2010 a comuna tinha 531 habitantes (densidade: 5,7 hab./km²).